# Scottish Cup 2004-2005
La Scottish Cup 2004-05 è stata la 120ª edizione del torneo. Si è conclusa il 28 maggio 2005. I Celtic hanno vinto il trofeo per la 33ª volta.

## Primo turno
| Squadra 1            | Risultato | Squadra 2          |
| -------------------- | --------- | ------------------ |
| Cove Rangers         | 4 - 1     | Dalbeattie Star    |
| Cowdenbeath          | 2 - 3     | Dumbarton          |
| Forfar Athletic      | 1 - 5     | Montrose           |
| Huntly               | 3 - 1     | Peterhead          |
| Glasgow University   | 0 - 3     | Brechin City       |
| Greenock Morton      | 3 - 1     | East Stirlingshire |
| East Fife            | 3 - 0     | Whitehill Welfare  |
| Inverurie Loco Works | 1 - 2     | Keith              |

## Secondo turno
| Squadra 1      | Risultato | Squadra 2       |
| -------------- | --------- | --------------- |
| Albion Rovers  | 0 - 1     | Arbroath        |
| Alloa Athletic | 2 - 1     | Stenhousemuir   |
| Ayr Utd        | 3 - 0     | Edinburgh       |
| Brechin City   | 1 - 0     | Stirling Albion |
| Cove Rangers   | 1 - 7     | Greenock Morton |
| Dumbarton      | 1 - 1     | Berwick Rangers |
| Gretna         | 3 - 0     | Elgin City      |
| Huntly         | 0 - 0     | East Fife       |
| Keith          | 0 - 1     | Montrose        |
| Stranraer      | 1 - 0     | Queen's Park    |

### Replay
| Squadra 1       | Risultato       | Squadra 2 |
| --------------- | --------------- | --------- |
| Berwick Rangers | 3 - 1           | Dumbarton |
| East Fife       | 3 - 3 (4-3 dtr) | Huntly    |

## Terzo turno
| Squadra 1       | Risultato | Squadra 2           |
| --------------- | --------- | ------------------- |
| Arbroath        | 0 - 2     | Aberdeen            |
| Ayr Utd         | 3 - 3     | Stranraer           |
| Berwick Rangers | 0 - 3     | Brechin City        |
| Celtic          | 2 - 1     | Rangers             |
| Clyde           | 3 - 0     | Falkirk             |
| East Fife       | 0 - 0     | Dunfermline         |
| Gretna          | 3 - 4     | Dundee Utd          |
| Hibernian       | 2 - 0     | Dundee              |
| Inverness       | 1 - 0     | St. Johnstone       |
| Kilmarnock      | 2 - 0     | Motherwell          |
| Livingston      | 2 - 1     | Greenock Morton     |
| Montrose        | 1 - 2     | Queen of the South  |
| Partick Thistle | 0 - 0     | Hearts              |
| Raith Rovers    | 0 - 2     | Alloa Athletic      |
| Ross County     | 4 - 1     | Airdrie Utd         |
| St. Mirren      | 3 - 0     | Hamilton Academical |

### Replay
| Squadra 1   | Risultato | Squadra 2       |
| ----------- | --------- | --------------- |
| Dunfermline | 3 - 1     | East Fife       |
| Hearts      | 2 - 1     | Partick Thistle |
| Stranraer   | 0 - 2     | Ayr Utd         |

## Quarto turno
| Squadra 1          | Risultato | Squadra 2    |
| ------------------ | --------- | ------------ |
| Aberdeen           | 2 - 1     | Inverness    |
| Alloa Athletic     | 0 - 1     | Livingston   |
| Ayr Utd            | 0 - 2     | St. Mirren   |
| Dunfermline        | 0 - 3     | Celtic       |
| Hearts             | 2 - 2     | Kilmarnock   |
| Hibernian          | 4 - 0     | Brechin City |
| Queen of the South | 0 - 3     | Dundee Utd   |
| Ross County        | 0 - 0     | Clyde        |

### Replay
| Squadra 1  | Risultato | Squadra 2   |
| ---------- | --------- | ----------- |
| Clyde      | 2 - 1     | Ross County |
| Kilmarnock | 1 - 3     | Hearts      |

## Quarti di finale
| Squadra 1        | Risultato | Squadra 2  |
| ---------------- | --------- | ---------- |
| 26 febbraio 2005 |           |            |
| Hibernian        | 2 - 0     | St. Mirren |
| 27 febbraio 2005 |           |            |
| Clyde            | 0 - 5     | Celtic     |
| Dundee Utd       | 4 - 1     | Aberdeen   |
| Hearts           | 2 - 1     | Livingston |

## Semifinali
| Squadra 1      | Risultato | Squadra 2 |
| -------------- | --------- | --------- |
| 9 aprile 2005  |           |           |
| Dundee Utd     | 2 - 1     | Hibernian |
| 10 aprile 2005 |           |           |
| Hearts         | 1 - 2     | Celtic    |

## Finale
| Arbitro: | John Rowbotham |

|              |           |  |
| Thompson 11’ | Marcatori |  |